# Çukuriçi Höyük
Koordinaten: 37° 55′ 45″ N, 27° 21′ 34″ O
Der Çukuriçi Höyük (türkisch: ‚Hügel in der Senke‘) ist eine prähistorische Tellsiedlung in der Westtürkei, etwa einen Kilometer südöstlich der antiken Stadt Ephesos, im Süden der modernen Stadt Selçuk in der Provinz İzmir. Seit 2006 wird die Fundstelle systematisch ergraben. Besiedelt wurde der Tell erstmals im 7. Jahrtausend v. Chr. (Neolithikum; Phasen ÇuHö XIII–VIII), im Zeitraum von ca. 6700–6000 calBC. Nach einem Hiatus wurde der Hügel in der 2. Hälfte des 4. Jahrtausends v. Chr. (Spätchalkolithikum; Phasen ÇuHö VII–Vb) erneut besiedelt. Das Ende der Siedlungstätigkeit ist in der frühen Bronzezeit (Phasen ÇuHö IV–III), um ca. 2800/2750 calBC zu verorten.

## Forschungsgeschichte

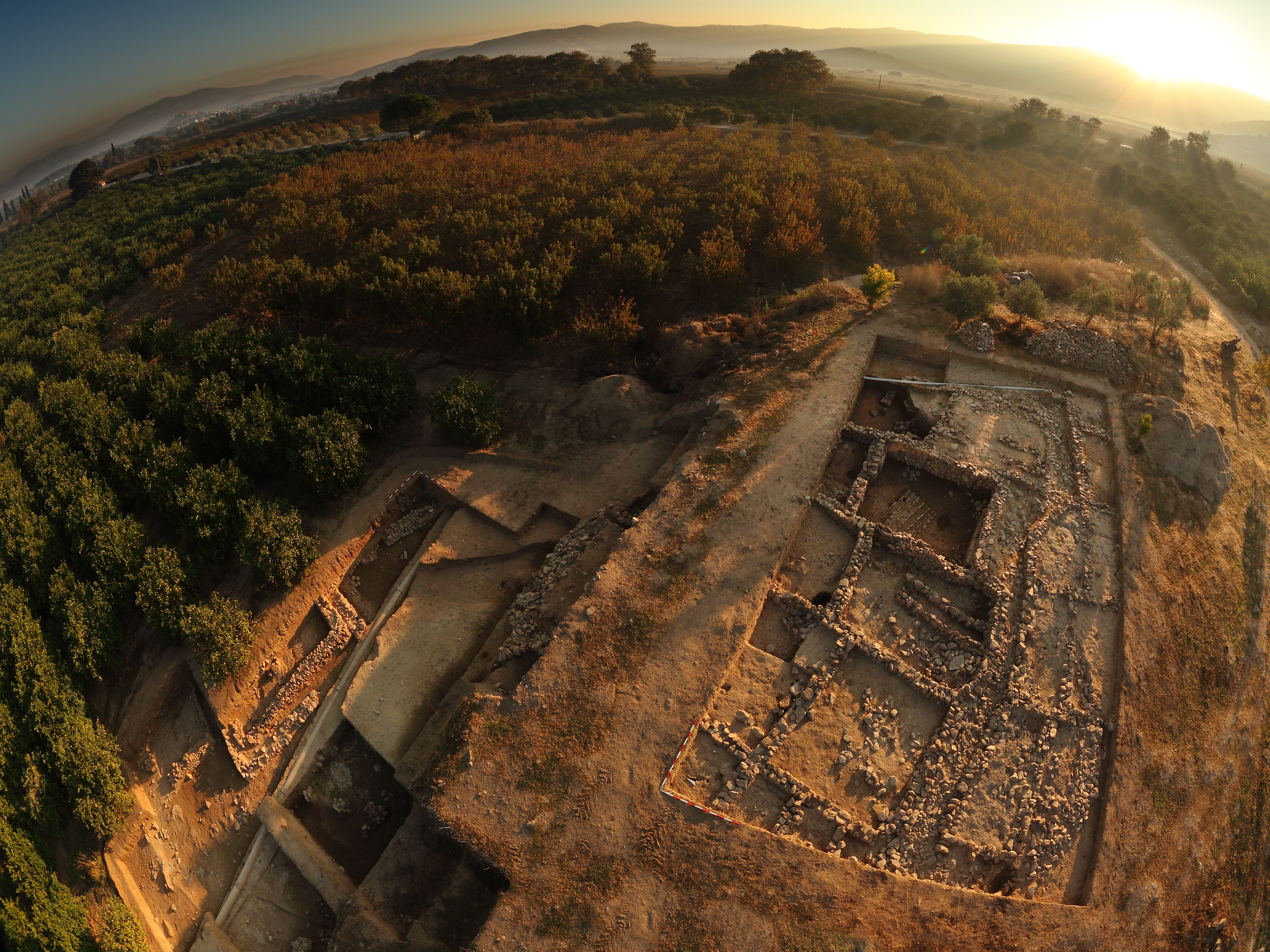
Überblick über die Grabungen in den Nord- und Mittelschnitten auf dem Çukuriçi Höyük (Horejs 2017, 13, Abb. 1.2; Foto: N. Gail, ÖAI).

Der Çukuriçi Höyük war seit jeher als kleine Erhebung in der Ebene östlich des Bülbüldağ sichtbar und wurde bereits 1987 von A. Schindler, jedoch als natürlicher Hügel, kartiert. Erste archäologische Untersuchungen fanden 1995 im Zuge von Rettungsgrabungen, unter der Leitung des Ephesos-Museum Selçuk, statt. In den darauffolgenden Jahren wurde der Hügel im Zuge intensiver landwirtschaftlicher Tätigkeiten immer stärker zerstört, bis 2006 erste planmäßige Grabungen stattfanden. Initiiert wurden diese 2005 vom damaligen Grabungsleiter von Ephesos, Friedrich Krinzinger. Bereits im darauffolgenden Jahr, 2007, konnte mit den ersten systematischen Forschungen zur Prähistorischen Archäologie in Ephesos, finanziert durch den Fonds zur Förderung der wissenschaftlichen Forschung (FWF Projekt P 19859-G02), begonnen werden. Diese ersten, von Barbara Horejs geleiteten Maßnahmen wurden bis ins Jahr 2010 gefördert. Die daraus resultierenden bahnbrechenden Ergebnisse und das große wissenschaftliche Potential des Hügels führten zu weiterführenden Projekten, erneut finanziert durch den FWF (FWF START Projekt Y 528-G02 sowie P 25825) sowie den Europäischen Forschungsrat (ERC Prehistoric Anatolia 26339), ebenfalls unter der Leitung von Barbara Horejs. Nach Abschluss des Projektes 2016 werden die Ergebnisse zur Publikation in einer eigenen „Çukuriçi Höyük“-Reihe im Rahmen der Oriental and European Archaeology (Institut für Orientalische und Europäische Archäologie (OREA)) Publikationen vorbereitet.

## Besiedlung und Umfeld
Die Rekonstruktion der prähistorischen Landschaft, die ursprünglich verlaufende Küstenlinie, die vorhandenen ökologischen Ressourcen und schließlich die klimatischen Bedingungen und ihre Veränderungen im Lauf der Jahrtausende bilden zentrale Fragenkomplexe bei der Erforschung des Hügels in seinem mikroregionalen Umfeld. Vor diesem Hintergrund wird deutlich, dass die Besiedlungsgeschichte nur unter Einbeziehung interdisziplinärer Forschungsdisziplinen zu begreifen ist. Das Team setzt sich daher aus den Fachgebieten der Archäologie, Archäometallurgie, Archäozoologie, Archäobotanik, Anthropologie, Klimatologie und Physik sowie der Paläogeographie und Geologie/Mineralogie zusammen.
Bereits abgeschlossene geographische Untersuchungen zeigen, dass der Çukuriçi Höyük ursprünglich an einer Meereslagune lag. Auch wenn unklar ist, ob bereits mobile Jäger und Sammler diese Lagune als Lebensraum nutzten, wird vermutet, dass die ersten Siedler über das Meer gekommen sind. Diese Menschen brachten ein gesamtes Paket an maritimem Knowhow mit, worauf sich anhand von spezialisierter Fischerei und der Kenntnis von Navigation entlang bestimmter Meeresrouten schließen lässt. Auch wenn sich die Transportmittel nicht erhalten haben, so ist doch die Nutzung von einfachen Booten anzunehmen. Das dicht mit Eichen bewachsene Talbecken war mit kleinen Bächen durchzogen und bildete den perfekten Lebensraum für frühe Ackerbauern und Viehzüchter.

## Grabungen und Ergebnisse

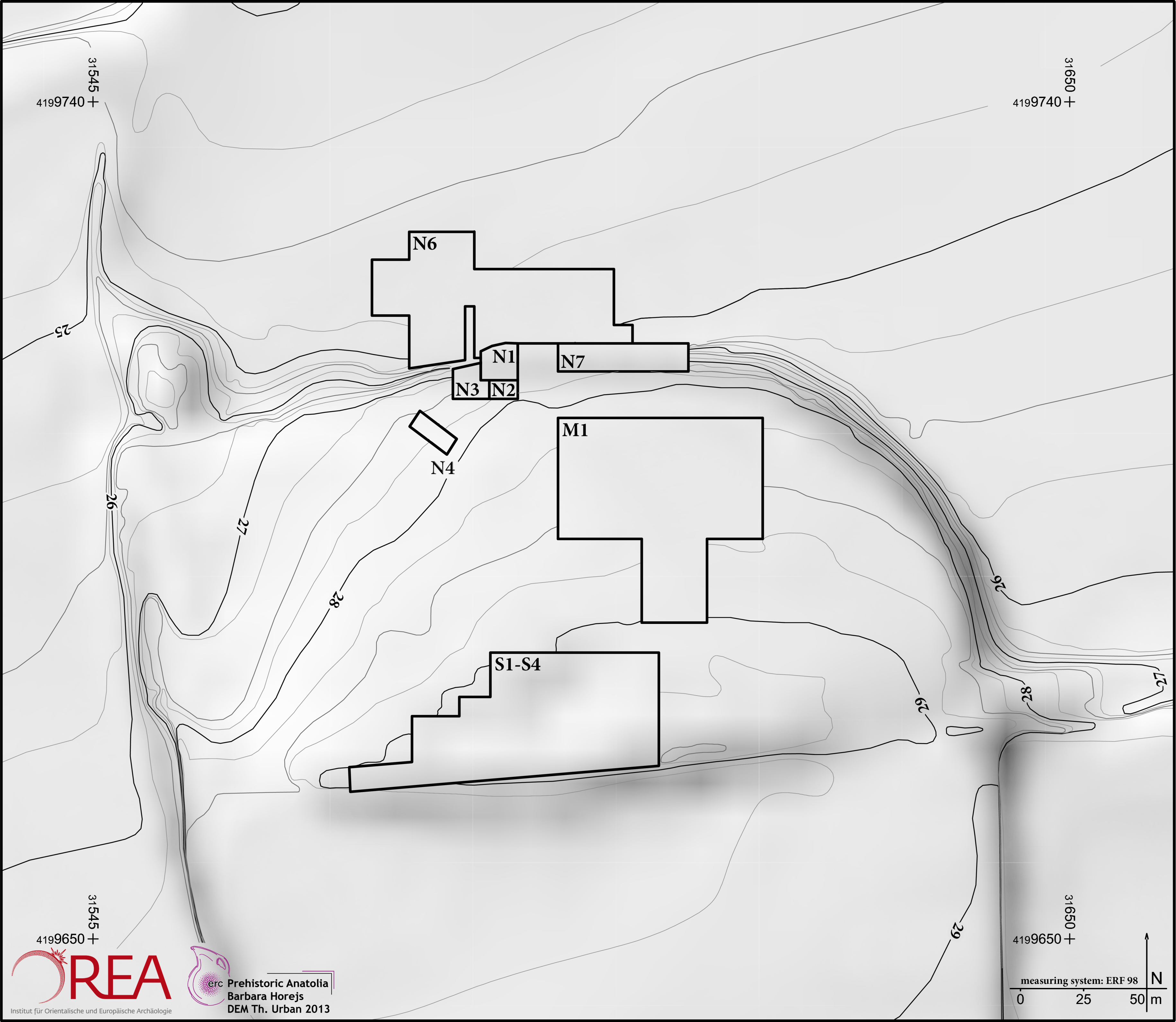
Plan der zwischen 2006 und 2014 ergrabenen Bereiche auf dem Çukuriçi Höyük (Horejs 2017, 16, Fig. 1.4; Karte: M. Börner; DEM: Th. Urban).

Der Fundort wurde in drei Bereichen gegraben. Im Norden (Schnitte N 1-6), im mittleren Bereich (Schnitt M1) sowie in den südlichen Schnitten (S1-4), welche wahrscheinlich das ursprüngliche Zentrum des Tells aufdeckten.
Diese Ausgrabungen zeigten, dass es sich bei dem in der Landschaft deutlich sichtbaren Hügel um einen prähistorischen Tell (türk. Höyük) handelt: Durch die jahrtausendelange Nutzung als Siedlungsplatz an derselben Stelle entstanden massive, übereinanderliegende Kulturschichten, die zu einem künstlichen Hügel angewachsen sind. Diese Siedlungsform ist in den Perioden des Neolithikums, des Chalkolithikums und der Bronzezeit (8.–2. Jahrtausend v. Chr.) vom Orient bis Südosteuropa typisch. In Westanatolien sind bis heute jedoch nur wenige Hügel ausgegraben und systematisch erforscht. Auf dem Çukuriçi Höyük konnten insgesamt dreizehn übereinanderliegende Siedlungen aus verschiedenen Perioden festgestellt werden. Jede dieser Siedlungsphasen (ÇuHö I–XIII) wurde aufgrund von Materialstudien (hauptsächlich Keramik) relativ-, aber auch absolutchronologisch, anhand von über 100 Radiokarbondaten, datiert.

### Neolithikum
Die älteste Siedlungsphase auf dem Çukuriçi Höyük (Phase ÇuHö XIII) stammt aus dem Frühneolithikum und konnte anhand kurzlebiger Radiokarbondaten ins frühe 7. Jahrtausend v. Chr. datiert werden. Die Befunde, welche am Fuße des heutigen Hügels ausgegraben wurden, zeigen Reste des alltäglichen Lebens, wie zum Beispiel die Steinbearbeitung. Der frühe Nachweis der pressure technology, für geschlagene Steingeräte, und spezifische Gerätetypen, deuten auf neue Einflüsse von außerhalb hin. Gemeinsam mit anderen Indikatoren spiegelt diese Technologie eine Verbindung in die nördliche Levante wider (PPNB), wovon ein maritimes Netzwerk bereits in dieser frühen Phase des Neolithikums in Westanatolien abgeleitet werden kann. Horejs geht davon aus, dass Pioniere, eingebettet in dieses Netzwerk, nach neuem Land an der Ägäisküste suchten und somit die ersten Siedler in dieser Region darstellten.
Rund 150 Jahre später, im Spätneolithikum, bauten die Siedler des Çukuriçi Höyük bereits Häuser aus massiven Steinsockeln mit Holzpfosten und Lehmwänden. Viele Aktivitäten können aufgrund der Funde rekonstruiert werden. Dazu gehören auch Waffen, wie Schleudergeschosse aus Stein und Ton, die innerhalb der Siedlung aufbewahrt wurden. Ein besonders außergewöhnlicher Fund ist ein Depot aus dem Inneren eines Gebäudes. Es handelt sich um lange und scharfe Klingen aus Obsidian. Sie sind nicht nur einzigartig in der Ägäis, sondern zeigen uns auch die weitreichenden Beziehungen der Bewohner. Der Rohstoff stammt von der rund 300 km entfernten Insel Melos in der Ägäis; die technologische und rituelle Praktik ist vor allem im Nahen Osten bekannt. Lokale Töpfer haben sehr qualitätsvolle, dünnwandige Gefäße hergestellt, die wohl vor allem zur Aufbewahrung und Konsumierung von Nahrung verwendet wurden. Sehr häufig standen Fische auf der Speisekarte, wie die Reste eines Thunfischfilets auf einem Fußboden belegen.
Die Ernährung war selbst in diesem frühen Stadium vielseitig und basierte überwiegend auf Haustierhaltung von Schweinen, Schafen und Ziegen sowie Rindern. Ergänzt wurde die Nahrung durch die Jagd auf Hase, Fuchs, Rothirsch und Auerochse sowie das Aufsammeln von Meeresmuscheln. Erstmals gelang auch der Nachweis von Hochsee-Fischen, was eine Seefahrt über die Grenzen der Ägäis nahelegt. Obsidian wurde von der rund 300 km entfernten Insel Melos nachgewiesen. Außerdem bestand Kontakt mit Ostanatolien, Mesopotamien und dem Vorderen Orient. Eine handwerkliche Spezialisierung der hier siedelnden Menschen zeigt sich unter anderem an den qualitätsvollen Keramikgefäßen und den geschlagenen Steingeräten, die überwiegend aus importiertem Obsidian hergestellt wurden. Diese frühe Siedlung wurde, aus noch unklaren Gründen, aufgegeben und offenbar verlassen.

### Spätchalkolithikum
Nach einem Hiatus von rund 2600 Jahren wurde der Siedlungshügel erst wieder im späten Chalkolithikum, in der 2. Hälfte des 4. Jahrtausends v. Chr. besiedelt. Zu dieser „Neubesiedlung“ zählen die Phasen ÇuHö VII-Vb, welche in den Schnitten N7 sowie M1 ergraben wurden. Die älteste Phase dieser Epoche wurde von einem gewaltigen Graben umgeben, für den ein fortifikatorischer Charakter angenommen wird. Schon nach kurzer Zeit wurde dieser jedoch wieder mit Tonnen von Steinen verfüllt, wohl auch um die Siedlungsfläche zu vergrößern. Unmittelbar darauf wurden neue Strukturen gebaut. Vielfältige Architektur, Textilproduktion und metallurgisches Handwerk finden sich in der Siedlung. Eine besondere Marmorfigur belegt, dass auch die Bewohner des 4. Jahrtausends v. Chr. in großräumigen Netzwerken aktiv waren. Wohn- und Vorratshäuser sowie Dörrplattformen lassen auf intensive Landwirtschaft schließen. Aufgrund weiträumiger Kontakte und spezialisierten Handwerks wurde schon in dieser Zeit der Grundstein für die protourbanen Siedlungen des 3. Jahrtausends vor Christus gelegt.

### Frühbronzezeit
Die Frühbronzezeit ist eine Epoche großer und nachhaltiger Veränderungen in der Ägäis und in Südosteuropa. Vermutlich ausgelöst durch den Bedarf an Metallen und ihrem Handel sowie dem daraus resultierenden Reichtum entstehen die ersten protourbanen Zentren und befestigten Großsiedlungen gegen Mitte des 3. Jahrtausends v. Chr. Die Rolle Westanatoliens in dieser bedeutenden Entwicklungsphase der menschlichen Gesellschaften ist noch in vielen Bereichen unklar. Ab etwa 3000 v. Chr., mit dem Beginn der Bronzezeit, wird der Hügel nun dicht an dicht bebaut. Mehrräumige Gebäude, Plätze und Wege zeugen von einer intensiven Nutzung des Areals. Rund 50 Öfen und eine Vielzahl an metallurgischen Funden belegen ein Metallurgiezentrum auf dem Çukuriçi Höyük. Von besonderer Bedeutung ist die Produktion von Kupferobjekten, deren Herstellung sich vom Guss in einer vorgefertigten Form bis zur Nachbearbeitung im Schmiedeverfahren nachweisen lässt. Die analytischen Studien der Metalle, Schlacken, Halbfertig- und Fertigprodukte sowie damit verbundene Werkzeuge zeigen eine hoch spezialisierte Gesellschaft zwischen 2950/2900 und 2750 calBC. Der Fokus dieser Handwerker lag vor allem auf der Herstellung von Arsenkupfer. Dies wurde erweitert durch wenige Edelmetalle (Gold, Silber), Silber-Kupferlegierungen und sehr selten Zinn-Bronzeproduktion. Keramikfunde wie Kannen und Vorratsgefäße, aber auch Objekte aus Geweih und die Metallfunde geben einen Einblick in das alltägliche Leben spezialisierter Handwerker. In den Werkstätten wurden neben Objekten für den eigenen Bedarf auch Produkte für den Handel hergestellt. Öfen und Herdstellen wurden aber auch zum Kochen oder Aufwärmen von Lebensmitteln verwendet. Weitere handwerkliche Tätigkeiten wie die Bearbeitung von Knochen oder Leder fanden ebenso innerhalb der Räume statt. Einen weiteren wichtigen Wirtschaftszweig stellt die Textilproduktion dar. So finden sich zahlreiche Funde wie Spinnwirtel und Webgewichte in der Siedlung. Webstühle in den Räumen zeigen eine Spezialisierung auch in diesem Handwerksbereich an.
Die Siedlung der frühen Bronzezeit kann als Ort mit vielschichtigen Aktivitäten angesehen werden. In erster Linie handelt es sich um ein Metallurgiezentrum zur Produktion von Kupfer- und Bronzeobjekten. Neben diesen Spezialisten waren unter den Bewohnern auch Textilhandwerker, Fischer und Kleinbauern. Die Viehzucht haben vermutlich andere Gruppen außerhalb des Zentrums übernommen. Diese Spezialisierung und Arbeitsteilung lassen auf frühe protourbane Strukturen vor rund 5000 Jahren schließen.
Eine weitere wichtige Rolle innerhalb der bronzezeitlichen Siedlung nimmt neben der Jagd und dem Ackerbau die maritime Fischerei ein. Auch das Zubereiten von Muscheln war zu dieser Zeit bereits sehr beliebt. Dies lässt sich anhand von Gruben, die mit Muschelschalen gefüllt waren, nachweisen. In den Ernährungsgewohnheiten der Bewohner ist ein deutlicher Wandel im Vergleich zu den vorangegangenen Perioden zu beobachten: So sind während der Frühbronzezeit Schaf und Ziege, gefolgt von Rind, dominant. Ergänzend wurden Damwild, Auerochsen und möglicherweise Wisent gejagt. In den marinen Ressourcen ist vor allem die Herzmuschel dominant. Bei den Fischen konnte eine hohe Diversität, inklusive Delphinen, festgestellt werden. Frischwasserarten, bis auf den Aal, wurden nicht gefangen. Hochseefischerei könnte über die Funde von Haien und Rochen nachgewiesen werden, wobei der Großteil der Fischerei nahe der Küste stattfand.

## Bedeutung
Die Ausgrabungen auf dem Çukuriçi Höyük erbrachten nicht nur die älteste Besiedlung von Ephesos, die vor rund 9000 Jahren beginnt, sondern auch einen der wohl ältesten Siedlungsplätze Westanatoliens. Zentrale Fragen nach der Ausbreitung der neolithischen Lebensweise vom Inneren Anatoliens bis nach Südosteuropa bilden nur einen Aspekt bei der Erforschung des Tells. Die Funktion des Hügels im 4. Jahrtausend v. Chr., die in dieser Periode stattfindenden kulturellen Entwicklungen, welche schließlich zu der neuen Epoche der Bronzezeit führten, bilden ein zusätzliches breites Forschungsfeld mit vielen unbeantworteten Fragen. Schließlich bietet der Çukuriçi Höyük mit seinen gut erhaltenen Siedlungsresten der frühen Bronzezeit auch Potenzial, die nachhaltigen kulturellen Veränderungen im frühen 3. Jahrtausend v. Chr. besser zu erfassen. Seine Lage an einem Schnittpunkt zwischen den Kulturräumen Anatolien und Ägäis erlaubt darüber hinaus Forschungen zu großräumigen Kontakten und Beziehungen, ohne die manche Entwicklungen in der Vorgeschichte der Menschheit nicht denkbar sind.